# 點新聞
《點新聞》（英語：Dot Dot News）是一家總部位於香港、於2016年開設的親建制派網上媒體，為香港大公文汇传媒集团成員。

## 背景
2016年1月，香港《大公報》與《文匯報》兩家傳統媒體合併為香港大公文匯傳媒集團。2016年8月，大公文匯傳媒集團嘗試在新媒體的時代下進行革新，將新聞內容更廣泛地傳播和覆蓋至互聯網和互聯網端，以吸引年輕群體和受眾，《點新聞》便在此過程中產生。大公文匯傳媒集團成立全媒體新聞中心，並在之下設立視頻部、數據新聞部和社交媒體部，當中視頻部主要負責製作生產短視頻；數據新聞部主要生產動畫類短視頻懶人包和漫畫等，以及負責《大公報》和《文匯報》微信公眾號的維護工作；社交媒體部則主要負責在同年設立的新媒體《點新聞》的臉書專頁管理工作。
大公文匯傳媒集團全媒體新聞中心評價《點新聞》為一個「直秉承愛國愛港、求真求實的理念」的香港媒體。
《點新聞》與香港中聯辦旗下媒體《文匯報》關係密切，例如兩者共用同一個辦公室地址，前者的地址是「香港田灣海旁道7號興偉中心2-3樓」，而後者則是「香港仔田灣海旁道7號興偉中心2-4樓」。《蘋果日報》等媒體披露有網民發現點新聞官方網站的IP地址與《香港文匯報》雷同，且管理員、技術支援及註冊等資料亦顯示是《文匯報》，被民主派人士質疑是「左報一條龍」。

## 爭議

### 與中聯辦旗下媒體的關係
2016年8月，香港政治組織本土民主前線發言人梁天琦與《大公報》一名盧姓記者在港鐵太古站發生爭執，雙方互相拉扯及打鬥，相關影片引起外界關注。8月14日晚，《點新聞》在臉書官方專頁以「還原真相」為題發表文章，指梁天琦「涉嫌惡意打記者」，內容稱《大公報》一名盧姓記者當時接觸梁天琦，希望梁天琦對即將發表、關於梁天琦的獨家報道作出回應，「但其後竟懷疑遭到梁天琦報復式的施襲」，並附有當時二人打鬥的照片。相關文章隨即被《文匯報》臉書專頁轉載。

### 反對逃犯條例修訂風波期間

#### 利用亡者散播謠言
2019年6月反對逃犯條例修訂風波期間，香港社運人士梁凌杰在6月16日遊行前夕，在金钟太古广场高處掛上標語示威，後從高處墮下，经抢救不治，得年35歲。《點新聞》以網上流言為據以及在未有提供消息來源下，就事件以「網民爆料：今鐘墜下死者原來牽涉兩案件 出事前與鄺俊宇討論過數問題」為標題進行報導，宣稱梁凌杰與數宗罪案有關，又指他危站高處是因為立法會議員鄺俊宇議員給予資助，又宣稱鄺俊宇在現場打電話要求他等媒體來再跳到氣墊上，以及在梁凌杰墜樓後便馬上離開。
據《香港01》報導，鄺俊宇在當天晚上發表發聲明嚴厲否認該指控，他表示當時他三度向警方要求進入封鎖區不果，只能在街的對面向梁凌杰喊話，而警方當時向鄺俊宇表示不需要且不容許提供協助。鄺俊宇批評《點新聞》的行為猶如「踩著死者屍體杜撰假新聞」，形容《點新聞》行為卑鄙、可恥、違反做人的基本道德。他亦表示有打算就相關報導採取法律行動。相關報導後來在《點新聞》網站及臉書專頁已無法被找到。

#### 被指抹黑其他媒體及盜取影片
2019年6月21日，《點新聞》以「暴徒圍毆警員片曝光《毒果》急刪片」為標題，報導《蘋果日報》拍攝的6月12日反對逃犯條例修訂草案示威的影片段中，拍攝到示威者打警員，然而《蘋果日報》為了隱瞞真相而隨即把影片刪除。專門揭發假消息的臉書專頁求驗傳媒指出，相關片段的畫面實際上是6月9日的遊行示威，而非6月12的遊行示威，求驗傳媒批評相關人士不僅盜取他人的影片，還搞錯了日期；此外，求驗傳媒亦指出相關影片一直在《蘋果日報》網站，也沒有證據證明《蘋果日報》曾經把影片刪除，批評《點新聞》「再一次愧對『新聞』兩字」。《蘋果日報》則發出嚴正聲明批評《點新聞》抹黑，又指有關影片顯示的是警員與市民拉扯後倒地糾纏的畫面。

#### 被指在沒有求證下散播謠言
2019年7月4日，《點新聞》發表報導聲稱收到讀者提供的一段錄音，指激進示威者收受金錢進行衝擊行為，且每種行為皆有明碼實價，例如當前鋒衝擊、丟雞蛋可獲3,000元、挖磚頭可獲500元，又稱「玩一天」便有3,000元，10日便可獲3萬元。報導又聲稱前線示威者會有全套武裝以作辨認，包括有黃色頭盔、眼罩及口罩，而戴上黃色頭盔者可獲3,000元，期間會有裝扮記者的記錄人員拍攝整個過程，以便辨識參與者及結算酬勞。相關報導隨之被親中媒體廣泛報導並被散播到中國大陸。
有網民對相關報導的真實性作出質疑，認為不可能有人為了3,000元而坐10年的牢獄（香港「暴動罪」的最高刑期為10年），又批評相關傳媒沒有求證錄音的真偽。求驗傳媒指出，傳媒有責任去驗證資訊的真實性，若在沒有調查下報導沒有被求證的消息，那就是無異於造謠。

#### 記者證門檻爭議
2019年7月18日，香港建制派傳媒人屈颖妍在《點新聞》影片節目中批評反修例的暴力事件時，表示有記者經常站在「港獨暴徒和香港警察中間」及「濫用新聞自由阻攔警察執法」，又認為獲得「記者證」及記者身分的方式「很可笑」，因為只要加入一個名為香港記者協會，並交納大約150港幣的費用、填表並交上照片便能獲得。她又認為加入香港記者協會的門檻很低，比如寫博客的自由職業者只要在媒體上發表過幾篇文章，或是在香港大專院校修讀新聞系的學生都可以申請加入，相關論述後來被中國官方媒體《環球時報》轉載
。
香港記者協會對相關言論作出澄清並強烈譴責不實謠言，根據該會會章，所有申請人均需經會員擔任介紹人，並提交證明文件，經核實和執委會逐一審批，才能獲批會員資格。另外，只有記協的正式會員，才有資格申請記者證，而成為正式會員的門檻之一，是申請人的總收入須一半以上來自新聞工作，即是正式會員及擁有記者證的人士必須以新聞工作為主要收入來源、受僱於香港傳媒或在香港從事傳媒工作，或從事職前和在職新聞工作訓練等。

#### 臉書專頁屢次被刪
2019年9月初，臉書宣布香港區將涵蓋「Fact Check」（事實查核）新機制，以進一步打擊網上「假新聞」，透過與法新社合作，由資深記者團隊把關，監察臉書上的新聞消息真偽。
9月11日，點新聞的臉書專頁被封號，點新聞隨之作出申訴。9月12日，專頁恢復運作，點新聞隨之向臉書申請媒體認證。9月13日，點新聞臉書專頁被剷除，翌日有關媒體認證被拒，同日點新聞開設新專頁並名為《點新聞2.0》。9月17日，《點新聞2.0》被刪除並再次開設新專頁《點新聞3.0》，該新專頁隨後被臉書以「內容散播仇恨，存在謠言」為由刪除，臉書聲言若再開設點新聞賬號，開設賬號的相關個人賬號亦會被封。9月18日上午，點新聞開設的《點新聞3.1》在當天下午因違反臉書社區守則中的「垃圾信息」被刪除。
9月20日，點新聞再次開設新專頁《點新聞dotdotnewsmedia》，並聲言勢與臉書「無理滅聲抗爭到底」，《文匯報》則批評臉書打壓新聞自由，截斷了香港市民接收「理性和愛國愛港信息」的途徑。建制派網媒HKG報及幫港出聲也在各自的臉書專頁發文支持點新聞。《環球時報》引述一名匿名分析人士的建議指應將臉書列入不可靠實體清單，以「懲罰臉書支持香港的暴徒」。不過有關專頁再9月25日再度被刪除。
9月27日，點新聞開設第六個專頁《Dotdotnewsofficial》，但在翌日被關閉。
現時點新聞的FB賬號為《點十八》。

## 外部連結
- 點新聞官方網站（页面存档备份，存于）
- 點新聞英文版網站（页面存档备份，存于）
- 點新聞的Facebook專頁